# 巴伦施泰特
巴伦施泰特（德語：Ballenstedt，發音：[ˈbalənˌʃtɛt] ⓘ）是德国萨克森-安哈尔特州哈茨县的城市，面积86.65平方千米，2023年12月31日人口为8,682人。